# Parapotemnemus wheatcrofti
Parapotemnemus wheatcrofti là một loài bọ cánh cứng trong họ Cerambycidae.